# Lion-Peugeot VC 3
Der Lion-Peugeot VC 3 war ein Personenkraftwagen von Lion-Peugeot.

## Beschreibung
Lion-Peugeot brachte das Modell 1911 als Nachfolger der Modelle Lion-Peugeot VC, VC 1 und VC 2 auf den Markt. Bis zur Produktionseinstellung im gleichen Jahr entstanden 135 Exemplare. Es gab keinen Nachfolger.

## Motor, Antrieb und Fahrleistungen
Für den Antrieb sorgte ein Einzylindermotor mit 1045 cm³ Hubraum und 9 PS Leistung. Der Motor war vorne im Fahrzeug montiert und trieb über eine Kardanwelle die Hinterachse an. Das Getriebe verfügte über drei Vorwärts- und einen Rückwärtsgang.
Die Höchstgeschwindigkeit war mit 44 bis 56 km/h angegeben.

## Abmessungen und Aufbauten
Bei einem Radstand von 2,25 m und einer Spurweite von 1,15 m war das Fahrzeug 3,32 m lang, 1,4 m breit und 1,95 m hoch. Zur Wahl standen die Karosserieversionen Doppelphaeton, Torpedo,  Limousine, Landaulet, Phaeton und Kastenwagen.